# Aston Eyre
Aston Eyre – osada w Anglii, w hrabstwie Shropshire. Leży 25 km na południowy wschód od miasta Shrewsbury i 200 km na północny zachód od Londynu.